# 石帯

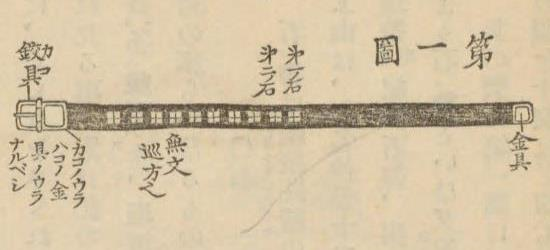
通常ベルト型の石帯

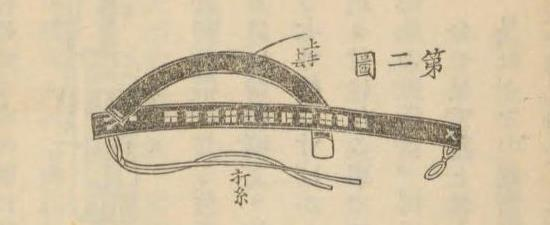
二部構成の石帯

石帯（せきたい）は、束帯装束のときに用いられる黒皮製の帯。
皮製の帯部分に、メノウや犀角（サイの角）などの飾り石を縫い付けているのが名前の由来。
本来、通常のベルトのように彫金を施した金属製のバックルでとめたが、平安時代末期以降前を紐で結びとめる方式になり、背中に当てる部分と結び余り部分のみを皮で作った二部構成となった。

## 形状
かなり長寸だが現在のベルトと同様の形状。本体は黒皮製で「床」と呼ばれ、前を鉸具（かこ/バックル）で留めて鉈尾（だび/ベルトのバックルと反対側の端）を背中にまわった帯の間に差し込む。
この背中に差し込む結び余り部分を上手（うわて）と呼び、後に床と上手の二部式となる。
奈良時代には薄い皮を折り込んで裏面中央で合うようにし、折り山にあたる上下端は麻紐の芯を入れて丸みをつけるものが多い。これを黒く着色して漆を薄くかけて艶出しした。江戸時代の遺品は練らない革（新しかったときのことはわからないが、現状ではあめ色の半透明な堅いものに見えるものが多い）を芯にして、薄い革を折り込み、裏面中央で合うようにして包む。折り山にあたる上下端にはこよりなどを芯にいれることが多い。また江戸時代の遺品は漆を厚くかけるのでとても堅い。石帯の硬化は近世に入ってからのようで、室町時代初期の熊野速玉大社摂社であった阿須賀神社神宝の石帯は丸めて保存できるほどやわらかい。
床には着用時に脇から背中に回る部分に銙（か/金偏に夸）と呼ぶ宝玉十個近くを十文字に糸を渡して縫い付ける。
金偏が付くことからも分かるように、本来金銀などで製作し、特に公卿は有文と呼ぶ獅子や唐風の草花の模様の彫金を施したものであったが、延暦年間に白玉が許されて白石などを使うようになった。
懐で隠れる前の部分には石はつかない。
平安末期以降は、床の背中部分と上手のみを別々に皮で作って紐で結び、繋ぎ目部分から延び、長短二本の紐のうち、長い紐（懸緒）を逆側の留め具（受緒）に通して短い紐（待緒）と結ぶようになった。
石は奈良時代には鋲で留められ、平安初期頃には針金等も使われた。阿須賀神社神宝の石帯では、石の側面から裏面にむけて斜めに目立たぬようにあけられた穴三つに糸を通して綴じられるが、室町中期頃より石の上から糸でかがりつける方法がみられるようになり、江戸時代にはもっぱらこの方法のみとなる。左撚右撚の糸二本でかがり、山科流では裏が菱型になるように、高倉流では横倒しのv字になるようにする。
なお、平安時代前期の『延喜式』「内匠寮式」には天皇の瑪瑙帯の材料等が詳しくのせられている。

## 儀式・身分別石帯
石のうち円形のものは円鞆（まるとも）と呼んで日常用で儀式にも使い、方形のものは巡方（じゅんぽう）とよんで儀式用であった。蒲鉾を板ごと横に切ったような上円下方のものを櫛上（せつじょう）と呼んで（『和名抄』。ただし完全な円形の丸鞆の実例は伝世品・発掘品ともに奈良時代から近世にいたるまでほとんどなく、この記事については検討が必要である）、鉈尾に取り付けることもあった。西安の何家村出土品の中に銀製の合子(ふたつきの箱)があり、中に白玉巡方の石が入っていたが、蓋裏に「純《ママ》方」という墨書が見られ、「巡(純)方」の名称は唐に起源することが明らかである。これに対し「まるとも」は和語とみられる。
石は身分によって種類が決まっていて、奈良時代には五位以上は金銀（もちろんめっきであろう）、六位以下は烏油帯（銅に黒漆をかける）を使用した。正倉院に聖武天皇が使用したラピスラズリのついた腰帶があることからわかるように、身分の高いものは唐の影響を受けて次第に様々な材質を使用するようになった。また六位以下も烏油のかわりに色々な雑石を使用することがはじまり、平安時代初期にはこれが公認されるようになる。(延暦14年に三位以上の白玉使用が公認され、延暦18年に五位以上の玳瑁使用が公認された。雑石の使用は大同2年にいったん禁止されたが、弘仁元年には再び公認された。)
奈良・平安初期には地方官衙の役人までが使用したので、雑石の石帯の発掘例は全国に多い。『延喜式』「弾正台式」の記述によれば、「白玉の腰帯は三位以上か四位の参議まで着用可能、玳瑁（タイマイ/鼈甲）・瑪瑙・斑犀（サイの角とあるが普通は牛の角で代用）・象牙・沙魚皮（サメ皮の事だが装束ではエイ皮を指すことが多い）・紫檀は五位通用、紀州産の石に模様を彫ったもの、定摺の石は参議以上、金銀を捺した筋彫りや唐の帯は五位以上。紀州産の石の白く艶のあるものは六位以下には使えない、六位以下は漆で黒く塗った（単に黒い色の犀角とする説も有る）犀角（烏犀/うさい）を使う。ただし通天の文（筋目の模様。これがある犀角は高級品）があるものは許可されない」（意訳）などかなり多様なものがあったとわかる。他に正倉院宝物にもある、天皇が日常に使う青石の帯（青金石）などがある。平安時代には家宝とされる名物の石帯も生まれ「鬼形」「獅子形」など文献に名を残すものもある。『うつほ物語』には家宝の帯を売ったと疑われた貴族の子息が行方をくらまし出家する話すらみられる。一方で地方での発掘例は平安中期以後激減し、地方の官人は使用しなくなっていったことが想定できるのである。
このように平安前期には多種多様であった石帯も次第に固定化する。平安後期から明治維新より前の慣例を述べると、白玉製巡方無文の帯は天皇の祭事用のみに使用された。それ以外の時の天皇の束帯には白玉有文巡方が使用される。公卿は白玉有文の巡方を重儀に、白玉円鞆無文を略儀に使用した。古記録に「尋常」の束帯とあればこの無文円鞆を使用したとみられる場合が多い。白玉有文円鞆は有文巡方に準ずるが、重儀中でも特に大切な行幸や節会にはふさわしくないとされた。玉は日本では入手しがたく、かつ加工も難しいので（軟玉も鉄鋼より硬く、硬い石の粉末をつけた糸などでしか加工できない）、近世では白玉と称しても多くの場合白い石をもって代用する。瑪瑙は四位の所用、犀角は四位五位の殿上人以下が使用した。瑪瑙及び犀角は巡方円鞆ともに無文である。後には脇にあたる部分に方形を二つずつ、背中にあたる部分に円形の石を六~八縫った通用帯が良く用いられるようになった。なお大名の所用品では五位であっても白石を使うなどの異式はよくあることである。
大正の大礼以後、天皇・皇族は透瑪瑙（白く半透明の石）の有文巡方の帯を使用し、透瑪瑙や白石などを使用した無文巡方帯を臣下の参列者が使用する。これらは一見すると江戸時代以前の天皇の神事専用の白玉無文巡方帯とかわらない。前近代の慣例はここに廃止されたものと解される。
なお、束帯に使用する太刀も儀式の軽重によって使い分けがあり、平安後期から明治維新より前の時代には石帯と関連性があった。すなわちもっとも正式な飾太刀や、飾太刀を略した細太刀の中でも鞘を紫檀地螺鈿にした「螺鈿剣（らでんのたち）」は白玉有文帯と、蒔絵の鞘の細太刀は白玉無文帯とともに使用した。ただし遠距離行幸では有文帯でも蒔絵太刀とともに使用する例はある（紫檀地螺鈿より蒔絵のほうが丈夫なので）。上記の通り慣例故実を整理簡素化した大正大礼以後、太刀と石帯の対応関係もなくなっている。
魚袋は、束帯着用時でも重儀に限り使用するが、使用するときはふつう石帯の右の一番目と二番目の石の間に吊るす。本人の体型によって吊るす場所は融通した。
ちなみに、賀茂臨時祭・石清水臨時祭の奉納舞に選ばれた舞手は必ず瑪瑙の石帯を使うのが慣例であって、本来瑪瑙の帯を使うのは少将だが（臨時祭勅使は中・少将から選ばれる）この時だけは犀角の帯をつける。建前上、日本には瑪瑙の帯は八本しかないとするのが暗黙の了解であったため、舞手は人から借りるなどして用意するためほかの人間は使えない。しかしこれはあくまで慣習化されたことであって、尊勝寺金堂供養に際しては堂童子を務めた四位五位の官人十人が瑪瑙の帯を使用している。
石帯の古い遺品は正倉院に多数所蔵される。これについで古いのが道明寺天満宮所蔵の伝菅公遺品の石帯(平安前期・国宝)で、銀に細かな彫刻を施したものである。もちろんバックル式である。『延喜式』に記される華麗な帯をほうふつとさせる。次に古いのが厳島神社古神宝類中の小型石帯である(平安末期・国宝)。これも奈良時代と同じバックル式である。次に古いのが阿須賀神社古神宝類中の犀角帯(室町初期‐中期・国宝・京都国立博物館)で、床と上手に分かれているが、犀角は側面に開けられた穴で目立たないように留めてある点が古様である。次に古いのが天野社一切経会所用舞楽装束類のなかのもの(室町後期)で、青ガラスを上から糸でかがっている。次に古いのが上杉神社所蔵の伝景勝所用品(桃山時代)で、江戸時代の品とまったく仕様は変わらない(江戸時代の遺品は、旧公家や大名所用品が数多く残る)。